# Kate Martin
Kate Marie Martin (Edwardsville, 5 giugno 2000) è una cestista statunitense, professionista nella WNBA.

## Carriera
Al draft WNBA 2024 è stata selezionata con la diciottesima scelta dalle Las Vegas Aces.